# Referéndum constitucional de Samoa Americana de 1966
Un referéndum constitucional tuvo lugar en Samoa Americana el 8 de noviembre de 1966. La constitución propuesta había sido redacada por el Consejo Constitucional el 26 de septiembre de 1966 y aprobada por los electores. El Departamento del Interior de los Estados Unidos aprobó los cambios el 2 de junio de 1967, entrando en vigor el 1 de julio del mismo año.